# Grande Prêmio da Grã-Bretanha de Motovelocidade

Donington Park, usado entre 1987 e 2009

O Grande Prêmio da Grã-Bretanha de MotoGP é um evento motociclístico que faz parte do mundial de MotoGP. Antes de 1977, a única prova britânica era o TT da Ilha de Man, que fazia para do campeonato da FIM desde a sua época iniciam em 1949 até 1976.
O TT da Ilha de Man era a prova mais importante do calendário do MotoGP entre 1949 e 1972. Após a edição de 1972, o múltiplo campeão mundial  Giacomo Agostini anunciou que não voltaria a correr na Ilha de Man novamente, considerando que o circuito de 62 km era demasiado perigoso para acolher uma competição internacional. O seu amigo Gilberto Parlotti tinha morrido durante a prova. Muitos pilotos seguiram Agostini boicotando os 4 eventos seguintes e após a época de 1976, o TT da Ilha de Man foi retirado do calendário de MotoGP.
O primeiro grande prémio designado da Grã-Bretanha, em 1977 (o primeiro a realizar-se fora da Ilha de Man) teve ligar no Circuito de Silverstone. A prova mudou-se para Donington Park em 1987, regressando a Silverstone in 2010.

## Vencedores do Grande Prêmio do Reino Unido
| Ano  | Pista       | MotoE              | MotoE       | Moto3        | Moto3      | Moto2           | Moto2           | MotoGP          | MotoGP     |
| Ano  | Pista       | Piloto             | Construtor  | Piloto       | Construtor | Piloto          | Construtor      | Piloto          | Construtor |
| ---- | ----------- | ------------------ | ----------- | ------------ | ---------- | --------------- | --------------- | --------------- | ---------- |
| 2024 | Silverstone | —                  | Iván Ortolá | KTM          | Jake Dixon | Kalex           | Enea Bastianini | Ducati          |            |
| 2023 | Silverstone | Randy Krummenacher | Ducati      | David Alonso | Gas Gas    | Fermín Aldeguer | Boscoscuro      | Aleix Espargaró | Aprilia    |
| 2023 | Silverstone | Mattia Casadei     | Ducati      | David Alonso | Gas Gas    | Fermín Aldeguer | Boscoscuro      | Aleix Espargaró | Aprilia    |

| Ano  | Pista       | Moto3                                              | Moto3                                              | Moto2                                              | Moto2                                              | MotoGP                                             | MotoGP                                             | Resumo                                             |
| Ano  | Pista       | Piloto                                             | Moto                                               | Piloto                                             | Moto                                               | Piloto                                             | Moto                                               | Resumo                                             |
| ---- | ----------- | -------------------------------------------------- | -------------------------------------------------- | -------------------------------------------------- | -------------------------------------------------- | -------------------------------------------------- | -------------------------------------------------- | -------------------------------------------------- |
| 2022 | Silverstone | Dennis Foggia                                      | Honda                                              | Augusto Fernández                                  | Kalex                                              | Francesco Bagnaia                                  | Ducati                                             | Detalhes                                           |
| 2021 | Silverstone | Romano Fenati                                      | Husqvarna                                          | Remy Gardner                                       | Kalex                                              | Fabio Quartararo                                   | Yamaha                                             | Detalhes                                           |
| 2020 | Silverstone | Cancelado devido à Pandemia de COVID-19            | Cancelado devido à Pandemia de COVID-19            | Cancelado devido à Pandemia de COVID-19            | Cancelado devido à Pandemia de COVID-19            | Cancelado devido à Pandemia de COVID-19            | Cancelado devido à Pandemia de COVID-19            | Cancelado devido à Pandemia de COVID-19            |
| 2019 | Silverstone | Marcos Ramirez                                     | Honda                                              | Augusto Fernandez                                  | Kalex                                              | Alex Rins                                          | Suzuki                                             | Detalhes                                           |
| 2018 | Silverstone | Chuvas pesadas causaram o cancelamento da corrida. | Chuvas pesadas causaram o cancelamento da corrida. | Chuvas pesadas causaram o cancelamento da corrida. | Chuvas pesadas causaram o cancelamento da corrida. | Chuvas pesadas causaram o cancelamento da corrida. | Chuvas pesadas causaram o cancelamento da corrida. | Chuvas pesadas causaram o cancelamento da corrida. |
| 2017 | Silverstone | Arón Canet                                         | Honda                                              | Takaaki Nakagami                                   | Kalex                                              | Andrea Dovizioso                                   | Ducati                                             | Detalhes                                           |
| 2016 | Silverstone | Brad Binder                                        | KTM                                                | Thomas Lüthi                                       | Kalex                                              | Maverick Viñales                                   | Suzuki                                             | Detalhes                                           |
| 2015 | Silverstone | Danny Kent                                         | Honda                                              | Johann Zarco                                       | Kalex                                              | Valentino Rossi                                    | Yamaha                                             | Detalhes                                           |
| 2014 | Silverstone | Álex Rins                                          | Honda                                              | Esteve Rabat                                       | Kalex                                              | Marc Márquez                                       | Honda                                              | Detalhes                                           |
| 2013 | Silverstone | Luis Salom                                         | KTM                                                | Scott Redding                                      | Kalex                                              | Jorge Lorenzo                                      | Yamaha                                             | Detalhes                                           |
| 2012 | Silverstone | Maverick Viñales                                   | FTR-Honda                                          | Pol Espargaró                                      | Kalex                                              | Jorge Lorenzo                                      | Yamaha                                             | Detalhes                                           |
| Ano  | Pista       | 125 cc                                             | 125 cc                                             | Moto2                                              | Moto2                                              | MotoGP                                             | MotoGP                                             | Resumo                                             |
| Ano  | Pista       | Piloto                                             | Moto                                               | Piloto                                             | Moto                                               | Piloto                                             | Moto                                               | Resumo                                             |
| 2011 | Silverstone | Jonas Folger                                       | Aprilia                                            | Stefan Bradl                                       | Kalex                                              | Casey Stoner                                       | Honda                                              | Detalhes                                           |
| 2010 | Silverstone | Marc Márquez                                       | Derbi                                              | Jules Cluzel                                       | Suter                                              | Jorge Lorenzo                                      | Yamaha                                             | Detalhes                                           |
| Ano  | Pista       | 125 cc                                             | 125 cc                                             | 250 cc                                             | 250 cc                                             | MotoGP                                             | MotoGP                                             | Resumo                                             |
| Ano  | Pista       | Piloto                                             | Moto                                               | Piloto                                             | Moto                                               | Piloto                                             | Moto                                               | Resumo                                             |
| 2009 | Donington   | Julian Simon                                       | Aprilia                                            | Hiroshi Aoyama                                     | Honda                                              | Andrea Dovizioso                                   | Honda                                              | Detalhes                                           |
| 2008 | Donington   | Scott Redding                                      | Aprilia                                            | Mika Kallio                                        | KTM                                                | Casey Stoner                                       | Ducati                                             | Detalhes                                           |
| 2007 | Donington   | Mattia Pasini                                      | Aprilia                                            | Andrea Dovizioso                                   | Honda                                              | Casey Stoner                                       | Ducati                                             | Detalhes                                           |
| 2006 | Donington   | Álvaro Bautista                                    | Aprilia                                            | Jorge Lorenzo                                      | Aprilia                                            | Dani Pedrosa                                       | Honda                                              | Detalhes                                           |
| 2005 | Donington   | Julián Simón                                       | KTM                                                | Randy de Puniet                                    | Aprilia                                            | Valentino Rossi                                    | Yamaha                                             | Detalhes                                           |
| 2004 | Donington   | Andrea Dovizioso                                   | Honda                                              | Dani Pedrosa                                       | Honda                                              | Valentino Rossi                                    | Yamaha                                             | Detalhes                                           |
| 2003 | Donington   | Héctor Barberá                                     | Aprilia                                            | Fonsi Nieto                                        | Aprilia                                            | Max Biaggi                                         | Honda                                              | Detalhes                                           |
| 2002 | Donington   | Arnaud Vincent                                     | Aprilia                                            | Marco Melandri                                     | Aprilia                                            | Valentino Rossi                                    | Honda                                              | Detalhes                                           |
| Ano  | Pista       | 125 cc                                             | 125 cc                                             | 250 cc                                             | 250 cc                                             | 500 cc                                             | 500 cc                                             | Resumo                                             |
| Ano  | Pista       | Piloto                                             | Moto                                               | Piloto                                             | Moto                                               | Piloto                                             | Moto                                               | Resumo                                             |
| 2001 | Donington   | Youichi Ui                                         | Derbi                                              | Daijiro Kato                                       | Honda                                              | Valentino Rossi                                    | Honda                                              | Resumo                                             |
| 2000 | Donington   | Youichi Ui                                         | Derbi                                              | Ralf Waldmann                                      | Aprilia                                            | Valentino Rossi                                    | Honda                                              | Resumo                                             |
| 1999 | Donington   | Masao Azuma                                        | Honda                                              | Valentino Rossi                                    | Aprilia                                            | Àlex Crivillé                                      | Honda                                              | Resumo                                             |
| 1998 | Donington   | Kazuto Sakata                                      | Aprilia                                            | Loris Capirossi                                    | Aprilia                                            | Simon Crafar                                       | Yamaha                                             | Resumo                                             |
| 1997 | Donington   | Valentino Rossi                                    | Aprilia                                            | Ralf Waldmann                                      | Honda                                              | Michael Doohan                                     | Honda                                              | Resumo                                             |
| 1996 | Donington   | Stefano Perugini                                   | Aprilia                                            | Max Biaggi                                         | Aprilia                                            | Michael Doohan                                     | Honda                                              | Resumo                                             |
| 1995 | Donington   | Kazuto Sakata                                      | Aprilia                                            | Max Biaggi                                         | Aprilia                                            | Michael Doohan                                     | Honda                                              | Resumo                                             |
| 1994 | Donington   | Takeshi Tsujimura                                  | Honda                                              | Loris Capirossi                                    | Honda                                              | Kevin Schwantz                                     | Suzuki                                             | Resumo                                             |
| 1993 | Donington   | Dirk Raudies                                       | Honda                                              | Jean-Philippe Ruggia                               | Aprilia                                            | Luca Cadalora                                      | Yamaha                                             | Resumo                                             |
| 1992 | Donington   | Fausto Gresini                                     | Honda                                              | Pierfrancesco Chili                                | Aprilia                                            | Wayne Gardner                                      | Honda                                              | Resumo                                             |
| 1991 | Donington   | Loris Capirossi                                    | Honda                                              | Luca Cadalora                                      | Honda                                              | Kevin Schwantz                                     | Suzuki                                             | Resumo                                             |
| 1990 | Donington   | Loris Capirossi                                    | Honda                                              | Luca Cadalora                                      | Yamaha                                             | Kevin Schwantz                                     | Suzuki                                             | Resumo                                             |
| 1989 | Donington   | Hans Spaan                                         | Honda                                              | Sito Pons                                          | Honda                                              | Kevin Schwantz                                     | Suzuki                                             | Resumo                                             |
| 1988 | Donington   | Ezio Gianola                                       | Honda                                              | Luca Cadalora                                      | Honda                                              | Wayne Rainey                                       | Yamaha                                             | Resumo                                             |

| Ano  | Pista       | 80 cc              | 80 cc      | 125 cc          | 125 cc   | 250 cc              | 250 cc   | 500 cc          | 500 cc |
| Ano  | Pista       | Piloto             | Moto       | Piloto          | Moto     | Piloto              | Moto     | Piloto          | Moto   |
| ---- | ----------- | ------------------ | ---------- | --------------- | -------- | ------------------- | -------- | --------------- | ------ |
| 1987 | Donington   | Jorge Martínez     | Derbi      | Fausto Gresini  | Garelli  | Anton Mang          | Honda    | Eddie Lawson    | Yamaha |
| 1986 | Silverstone | Ian McConnachie    | Krauser    | August Auinger  | MBA      | Dominique Sarron    | Honda    | Wayne Gardner   | Honda  |
| 1985 | Silverstone |                    |            | August Auinger  | MBA      | Anton Mang          | Honda    | Freddie Spencer | Honda  |
| 1984 | Silverstone |                    |            | Ángel Nieto     | Garelli  | Christian Sarron    | Yamaha   | Randy Mamola    | Honda  |
| 1983 | Silverstone |                    |            | Ángel Nieto     | Garelli  | Jacques Bolle       | Pernod   | Kenny Roberts   | Yamaha |
|      |             |                    |            |                 |          |                     |          |                 |        |
| Ano  | Pista       | 125 cc             | 125 cc     | 250 cc          | 250 cc   | 350 cc              | 350 cc   | 500 cc          | 500 cc |
| Ano  | Pista       | Piloto             | Moto       | Piloto          | Moto     | Piloto              | Moto     | Piloto          | Moto   |
| 1982 | Silverstone | Ángel Nieto        | Garelli    | Martin Wimmer   | Yamaha   | Jean-François Baldé | Kawasaki | Franco Uncini   | Suzuki |
| 1981 | Silverstone | Ángel Nieto        | Garelli    | Anton Mang      | Kawasaki | Anton Mang          | Kawasaki | Jack Middelburg | Suzuki |
| 1980 | Silverstone | Loris Reggiani     | Minarelli  | Kork Ballington | Kawasaki | Anton Mang          | Krauser  | Randy Mamola    | Suzuki |
| 1979 | Silverstone | Ángel Nieto        | Minarelli  | Kork Ballington | Kawasaki | Kork Ballington     | Kawasaki | Kenny Roberts   | Yamaha |
| 1978 | Silverstone | Ángel Nieto        | Minarelli  | Anton Mang      | Kawasaki | Kork Ballington     | Kawasaki | Kenny Roberts   | Yamaha |
| 1977 | Silverstone | Pierluigi Conforti | Morbidelli | Kork Ballington | Yamaha   | Kork Ballington     | Yamaha   | Pat Hennen      | Suzuki |

### Pilotos com mais vitórias
| # Vit | Piloto            | vitórias  | vitórias                           |
| # Vit | Piloto            | Categoria | Anos                               |
| ----- | ----------------- | --------- | ---------------------------------- |
| 8     | Valentino Rossi   | MotoGP    | 2000, 2001, 2002, 2004, 2005 2015  |
| 8     | Valentino Rossi   | 250 cc    | 1999                               |
| 8     | Valentino Rossi   | 125 cc    | 1997                               |
| 6     | Ángel Nieto       | 125 cc    | 1978, 1979, 1981, 1982, 1983, 1984 |
| 6     | Anton Mang        | 350 cc    | 1980, 1981                         |
| 6     | Anton Mang        | 250 cc    | 1978, 1981, 1985, 1987             |
| 6     | Kork Ballington   | 350 cc    | 1977, 1978, 1979                   |
| 6     | Kork Ballington   | 250 cc    | 1977, 1979, 1980                   |
| 4     | Jorge Lorenzo     | MotoGP    | 2010, 2012, 2013                   |
| 4     | Jorge Lorenzo     | 250 cc    | 2006                               |
| 4     | Loris Capirossi   | 250 cc    | 1994, 1998                         |
| 4     | Loris Capirossi   | 125 cc    | 1990, 1991                         |
| 4     | Luca Cadalora     | 500 cc    | 1993                               |
| 4     | Luca Cadalora     | 250 cc    | 1988, 1990, 1991                   |
| 4     | Kevin Schwantz    | 500 cc    | 1989, 1990, 1991, 1994             |
| 4     | Andrea Dovizioso  | MotoGP    | 2009, 2017                         |
| 4     | Andrea Dovizioso  | 250 cc    | 2007                               |
| 4     | Andrea Dovizioso  | 125 cc    | 2004                               |
| 3     | Casey Stoner      | MotoGP    | 2011, 2008, 2007                   |
| 3     | Michael Doohan    | MotoGP    | 1995, 1996, 1997                   |
| 3     | Kenny Roberts     | 500 cc    | 1978, 1979, 1983                   |
| 3     | Max Biaggi        | MotoGP    | 2003                               |
| 3     | Max Biaggi        | 250 cc    | 1995, 1996                         |
| 2     | Randy Mamola      | 500cc     | 1980, 1984                         |
| 2     | August Auinger    | 125cc     | 1985, 1986                         |
| 2     | Fausto Gresini    | 125cc     | 1987, 1992                         |
| 2     | Wayne Gardner     | 500cc     | 1986, 1992                         |
| 2     | Kazuto Sakata     | 125cc     | 1995, 1998                         |
| 2     | Ralf Waldmann     | 250cc     | 1997, 2000                         |
| 2     | Youichi Ui        | 125cc     | 2000, 2001                         |
| 2     | Dani Pedrosa      | MotoGP    | 2006                               |
| 2     | Dani Pedrosa      | 250cc     | 2004                               |
| 2     | Julián Simón      | 125cc     | 2005, 2009                         |
| 2     | Scott Redding     | Moto2     | 2013                               |
| 2     | Scott Redding     | 125cc     | 2008                               |
| 2     | Marc Márquez      | MotoGP    | 2014                               |
| 2     | Marc Márquez      | 125cc     | 2010                               |
| 2     | Maverick Viñales  | MotoGP    | 2016                               |
| 2     | Maverick Viñales  | Moto3     | 2012                               |
| 2     | Álex Rins         | MotoGP    | 2019                               |
| 2     | Álex Rins         | Moto3     | 2014                               |
| 2     | Augusto Fernández | Moto2     | 2019, 2022                         |

### Construtores com mais vitórias
| # Vit | Construtor | Vitórias  | Vitórias                                                               |
| # Vit | Construtor | Categoria | Anos                                                                   |
| ----- | ---------- | --------- | ---------------------------------------------------------------------- |
| 42    | Honda      | MotoGP    | 2002, 2003, 2006, 2009, 2011, 2014                                     |
| 42    | Honda      | 500 cc    | 1984, 1985, 1986, 1992, 1995, 1996, 1997, 1999, 2000, 2001             |
| 42    | Honda      | 250 cc    | 1985, 1986, 1987, 1988, 1989, 1991, 1994, 1997, 2001, 2004, 2007, 2009 |
| 42    | Honda      | Moto3     | 2012, 2014, 2015, 2017, 2019, 2022                                     |
| 42    | Honda      | 125 cc    | 1988, 1989, 1990, 1991, 1992, 1993, 1994, 1999, 2004                   |
| 23    | Aprilia    | MotoGP    | 2023                                                                   |
| 23    | Aprilia    | 250 cc    | 1992, 1993, 1995, 1996, 1998, 1999, 2000, 2002, 2003, 2005, 2006       |
| 23    | Aprilia    | 125 cc    | 1995, 1996, 1997, 1998, 2002, 2003, 2006, 2007, 2008, 2009, 2011       |
| 19    | Yamaha     | MotoGP    | 2004, 2005, 2010, 2012, 2013, 2015, 2021                               |
| 19    | Yamaha     | 500 cc    | 1978, 1979, 1983, 1987, 1988, 1993, 1998                               |
| 19    | Yamaha     | 350 cc    | 1977                                                                   |
| 19    | Yamaha     | 250 cc    | 1977, 1982, 1984, 1990                                                 |
| 11    | Kalex      | Moto2     | 2011, 2012, 2013, 2014, 2015, 2016, 2017, 2019, 2021, 2022, 2024       |
| 10    | Suzuki     | MotoGP    | 2016, 2019                                                             |
| 10    | Suzuki     | 500cc     | 1977, 1980, 1981, 1982, 1989, 1990, 1991, 1994                         |
| 8     | Kawasaki   | 350cc     | 1978, 1979, 1981, 1982                                                 |
| 8     | Kawasaki   | 250cc     | 1978, 1979, 1980, 1981                                                 |
| 7     | Ducati     | MotoGP    | 2007, 2008, 2017, 2022, 2024                                           |
| 7     | Ducati     | MotoE     | 2023 Cor.1, 2023 Cor.2                                                 |
| 5     | Garelli    | 125cc     | 1981, 1982, 1983, 1984, 1987                                           |
| 5     | KTM        | 250cc     | 2008                                                                   |
| 5     | KTM        | Moto3     | 2013, 2016, 2024                                                       |
| 5     | KTM        | 125cc     | 2005                                                                   |
| 4     | Derbi      | 125cc     | 2000, 2001, 2010                                                       |
| 4     | Derbi      | 80cc      | 1987                                                                   |
| 3     | Minarelli  | 125cc     | 1978, 1979, 1980                                                       |
| 3     | Morbidelli | 125cc     | 1977, 1985, 1986                                                       |
| 2     | Krauser    | 350cc     | 1980                                                                   |
| 2     | Krauser    | 80cc      | 1986                                                                   |